# Figurine iz Biblosa
Figurine iz Biblosa ali feničanski kipci je približno 1500–2000 kipcev ex-voto, najdenih v antičnih feničanskih templjih v Libanonu, predvsem v Biblosu, pa tudi v Kamid al-Lawzu. Kipci so iz 2. tisočletja pred našim štetjem in so izdelani iz bronaste, srebrne ali bakrove zlitine. Figurice iz Biblosa veljajo za najboljši primer te vrste v Levantu.
Večino figuric so našli v templju obeliskov, v katerem je bilo najdenih 20 votivnih depozitov in vrčev z različnimi takšnimi figuricami; manjšo, a pomembno skupino figuric so našli tudi v sosednjem templju Baalat Gebal. Figurice uporablja v svoji predstavitvi tudi libanonsko ministrstvo za turizem.

## Uporaba
Večino kipcev so našli na arheoloških najdiščih v zaprtih lončenih vrčih, skupaj z orodjem, orožjem, nakitom in drugimi obrednimi predmeti.
Prva najdena skupina je bila v templju Baalat Gebal, informacije o njih pa sta objavila arheologa Montet in Dunand. Oba sta prvotno menila, da so figurice temeljni depozit. Po nadaljnjih odkritjih v templju obeliskov je Dunand predlagal, da bi morda šlo za sklope votivnih darov za festivale. Leta 1966 pa sta Negbi in Moskowitz namesto tega predlagala, da so bili različni odkriti predmeti skriti v naglici, pred bližajočo se katastrofo.

## Opis
Kipci so visoki od 3 do 38 cm, večinoma predstavljajo moške in imajo elemente, ki štrlijo iz stopal, zaradi katerih bi jih lahko postavili na podstavke. Večina jih nosi stožčaste klobuke, ki spominjajo na labbade, medtem ko nekateri spominjajo na egipčanski hedžet, drugi pa nosijo čelade, kar nakazuje krepitev odnosov z Egiptom med dvanajsto in trinajsto dinastijo. Nekateri so goli, drugi pa nosijo kratke kilte. Prvotno so bili mnogi oboroženi s palico, bodalom, macolo ali sekiro. Na podlagi napisa na velikem obelisku v templju obeliskov se moški razlagajo kot podobni Rešefu, feničanskemu božanstvu vojne in kuge.
Figurine so bile opisane kot »surove, stereotipne, množične proizvodnje«. Verjetno so bile proizvedene v Biblosu za uporabo kot obredne daritve. Pri feničanskih izkopavanjih v Nahariji so našli modele za podobne, a manj številne sloge kipcev.
Razlagajo jih kot votivne daritve, ker jih niso našli v grobovih in niso bili dovolj razpršeni, da bi bili del izmenjave mrež. Libanonski arheolog Maurice Chehab je o teh figurinah oblikoval sugestivno hipotezo, ki pravi, da je »veliko število kipcev, postavljenih v te posode, upodobljenih v polnem gibanju in nosijo lebbadé ali stožčasto kapo, ki je še vedno v uporabi v nekaterih regijah Libanonskega gorovja. To pokrivalo je držalo na glavi podbradni pas. Ena od teh posod je vključevala več ducatov teh kipcev, tako podobnih, da si lahko predstavljamo četo, ki bi ponudila svoje sponzorje [podobe] templju, preden se je vkrcala.

## Galerija

### Narodni muzej v Bejrutu
Figurine, ki so na ogled v Narodnem muzeju v Bejrutu, so prikazane spodaj:
- Figurine iz Narodnega muzeja
- vključno z netipično žensko figurico
- Na razstavi v Rimu